# ジョージ・エドワード・エイカースン
ジョージ・エドワード・エイカースン（George Edward Akerson, 1889年9月5日 - 1937年12月21日）は、アメリカ合衆国のジャーナリストであり、初代ホワイトハウス報道官である。

## 生い立ち

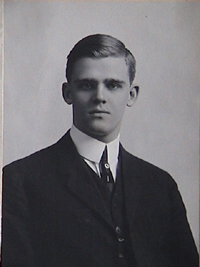
若き日のジョージ・エドワード・エイカースン

エイカースンはミネソタ州ミネアポリスに生まれた。ミネソタ大学に通い、科学、文学、芸術を学んだ。卒業後、ミネアポリス・トリビューン（現在のスター・トリビューン）に職を得た。1910年にハーヴァード大学で学び始め、1912年に政治学の学位を取得した。

## ホワイトハウス報道官
彼は、1929年から1931年までフーヴァー政権下でホワイトハウス報道官を務めた。彼の任命は、同職への最初の任命であった。
エイカースンの在任中、ホワイトハウスは記者団との関係が難しくなっていると感じた。1931年、フーヴァーはエイカースンをセオドア・ゴールドスミス・ジョスリンと交代させることを決めた。

## 死去
40歳代のとき、エイカースンは腎臓病に罹り、1937年に死去した。